# Partidu Liberta Povu Aileba

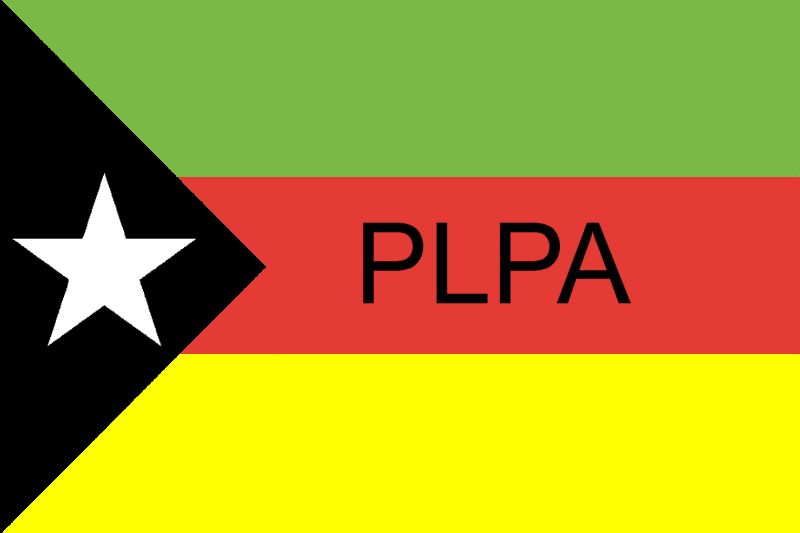
Flagge der PLPA

Die Partidu Liberta Povu Aileba (Tetum) beziehungsweise portugiesisch Partido Libertasaun Povu Aileba PLPA (deutsch Volksfreiheitspartei der Aileba) ist eine Partei in Osttimor. „Aileba“ (wörtlich „Holzträger“) sind Händler, die ihre Waren auf den Schultern von Ort zu Ort tragen.
Die Partei sieht sich als Vertretung der Armen, besonders in den entlegenen Regionen Osttimors. Sie verlangt den Bau von Straßen, Schulen, Gesundheitseinrichtungen und eine Versorgung mit sauberen Trinkwasser. Die PLPA unterstützt die nationale Einheit, die Aussöhnung von Firaku und Kaladi und den Glauben der Timoresen.

## Mitglieder
Parteivorsitzender ist Francisco Gomes, der zu den Präsidentschaftswahlen 2012 antritt. Gründungs-Generalsekretär der PLPA war Miguel M. Fernandes. Weitere Gründungsmitglieder sind José Armindo Martins, José Soares, Florino N. Xavier, Veronica Lopes Gomes und Mariano Laku-Loe. 2023 war João Paulo Adito Pereira Generalsekretär.

## Geschichte
Die PLPA ist eine Abspaltung der Associação Social-Democrata de Timor ASDT und wurde am 11. Dezember 2009 gegründet. Die Parteiregistrierung fand 2010 statt. Die PLPA gibt ihre Mitgliederzahl mit 1600 Personen, verteilt auf alle 13 Distrikte des Landes an. Auch sollen, nach PLPA-Angaben, ASDT-Mitglieder die Partei unterstützen.

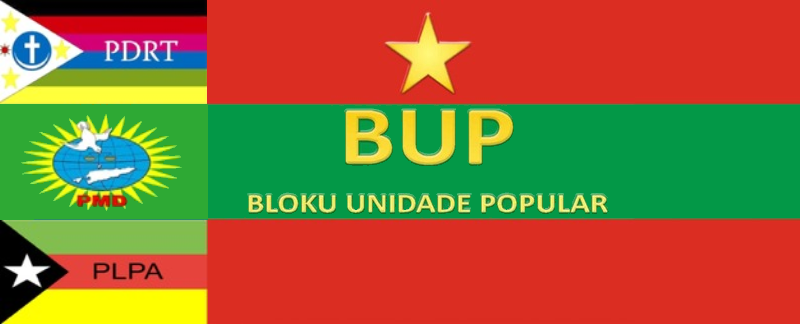
Flagge des BUP

Bei den Parlamentswahlen 2012 trat die PLPA mit der Partido Democrática Republica de Timor (PDRT) in einer gemeinsamen Wahlliste an, die sich Coligação PLPA/PDRT nannte. Die Koalition scheiterte aber mit nur 4.012 Stimmen (0,85 %) an der Drei-Prozent-Hürde. Das beste Ergebnis erzielte sie im damaligen Distrikt Bobonaro mit 2,61 % der Stimmen.
Seit dem 30. Juli 2015 ist die PLPA Mitglied des Parteienbündnis Bloku Unidade Popular (BUP). Es handelt sich dabei um ein Wahlbündnis von inzwischen drei Parteien, die bei den Parlamentswahlen 2012 an der Drei-Prozent-Hürde scheiterten und bei den Parlamentswahlen 2017 mit einer gemeinsamen Liste antraten. Bei den Wahlen am 21. Juli 2017 erhielt der BUP schließlich 0,88 % und scheiterte damit an der Vier-Prozent-Hürde. Danach schloss sich der BUP dem Fórum Demokrátiku Nasionál (FDN) an. Die PLPA aber trennte sich aber 2018 noch vor den vorgezogenen Neuwahlen am 12. Mai von dem Bündnis, um Teil der Movimentu Dezenvolvimentu Nasional (MDN) zu werden. Diese konnte bei den Parlamentswahlen aber nur 4.494 Stimmen (Anteil: 0,7 %) erzielen und scheiterte damit deutlich an der Vier-Prozent-Hürde.
Für die Parlamentswahlen in Osttimor 2023 schloss sich die PLPA mit der Aliança Nacional Democrata (AND) und der Partido do Desenvolvimento Popular (PDP) zum Wahlbündnis Aliança Democrata (AD) zusammen. Allerdings wurde der PDP aufgrund fehlender gesetzlicher Voraussetzungen der Status der Partei vom Obersten Gericht Osttimors (Tribunal de Recurso) aberkannt und der AND gar nicht erst zugestanden, so dass die AD in der Zulassung zur Wahl scheiterte. Die PLPA reichte schließlich als einzelne Partei ihre Anmeldung zur Wahl beim Tribunal ein, nahm aber AND-Chef Jorge Teme als Listenführer und andere AND-Mitglieder als Kandidaten auf. Die „strategische Vereinbarung“ sollte im Falle des Einzugs in das Parlament für die gesamte Legislaturperiode bis 2028 gelten.
Zusammen mit der AND wurde ein Programm aufgestellt, mit den Bereichen Basisinfrastrukturen, Landwirtschaft und Bildung. Der Schulkalender sollte an die Regionen angeglichen werden, mit nationalen Prüfungen in der Mitte des Jahres statt am Ende des Jahres. Der Lehrplan sollte praxisorientierter sein und die Fähigkeiten der Schüler stärken. Tetum und Portugiesisch, als „Fenter zur Welt“, sollten im Unterricht gefördert werden. Eine „kreative Wirtschaft“ sollte gefördert werden, so wollte man Bauern durch Anreize dazu ermutigen von der Subsistenzlandwirtschaft zu einer rentablen Landwirtschaft überzugehen. Gefördert sollten auch Kleinst-, kleine und mittlere Unternehmen werden. Die PLPA-Liste scheiterte aber an der Vier-Prozent-Hürde mit nur 3.272 Stimmen (0,47 %).

## Belege
- Dennis Shoesmith: Political Parties and Groupings of Timor-Leste, Australian Labor International, Oktober 2011, 3. Ausgabe (Memento vom 7. Mai 2012 im Internet Archive) (englisch)